# 岡枝慎二
岡枝 慎二（おかえだ しんじ、1929年3月31日 - 2005年5月23日）は、日本の字幕翻訳家。東京生まれ。映画翻訳家協会会員。

## 人物
英、独、仏、伊、西、露、スウェーデン語の7か国語に精通し、2,000本以上の映画の字幕翻訳を行った。簡潔で透明な翻訳を特徴とする。
言葉を分かる人が少なかったヨーロッパ映画の字幕を手がけたことにより、字幕界に入る。代表作は英語映画では『エイリアン』シリーズ、『ブレードランナー』、『スター・ウォーズ』シリーズ、『ダイ・ハード』シリーズ、『リーサル・ウェポン』シリーズ、『遠すぎた橋』に加え、フランス映画の『エマニエル夫人』シリーズ、ドイツ映画の『アギーレ・神の怒り』、イタリア映画の『揺れる大地』、スペイン映画の『エル・ドラド』、ソ連（ロシア）映画の『惑星ソラリス』、スウェーデン映画の『愛の風景』など。
字幕翻訳家のスタイルを癖のない「水派」と独自色を出そうとする「蜜派」に分類し、自らは「水派」を標榜していた。そのため台詞として効果的なら決まり文句（クリシエ）の多用も推奨していた。同じ語尾を繰り返さない、「を止め」（「彼の名を?」など）をできるだけ避ける、などを信条とした。また、敬語がうまく使えないようでは翻訳はできないとも語っている。
「字幕は翻訳ではない」と主張する清水俊二や戸田奈津子と異なり、「字幕はあくまでも翻訳」だと考えていた。そのため、多くの翻訳者がクレジットを「字幕」「日本語版字幕」などとするのに対し、岡枝は「翻訳」とし続けた。
『スター・ウォーズ』に登場する概念、フォースを「理力」と訳した事が有名である。当時から賛否両論あったが、論争に加わるのは野暮だと考え沈黙を通したという。
テレビなどの吹き替えの放送に字幕翻訳者として危機感を抱き、吹き替え翻訳も手がけたことがある。
翻訳学校バベルで教鞭を取った。杉山緑、田中武人、桜井文、堀上香、椎塚葉子は弟子。

## エピソード
7か国語に通じていたことからも分かるとおり語学の才能に恵まれていたが、インドア派を自称し1度も海外に行ったことがなかった。しかし、様々な国の映画を数多く観ていたため外国の通りや店などにも詳しく、海外旅行を予定している人に土地の情報を教えてあげることもあった。
『週刊新潮』の訃報に掲載された娘の談話によると、配給会社にチェコ語の映画の翻訳をせがまれ、最初は渋っていたものの1ヶ月ほどチェコ語の勉強をして何とか字幕を仕上げたという。

## 著書
- 『スーパー字幕入門―映画翻訳の技術と知識』 バベル・プレス、1988年
- 『スーパー字幕翻訳講義の実況中継』 語学春秋社、1989年
- 『映画スラング表現辞典』 語学春秋社、1991年
- 『雑学1,000問講座―翻訳家をめざすなら80点!』 語学春秋社、1992年

## 訳書
- ノーマン・メイラー『死刑執行人の歌―殺人者ゲイリー・ギルモアの物語』同文書院、1997年
- イングマール・ベルイマン『愛の風景』世界文化社、1993年